# Guido Baccelli

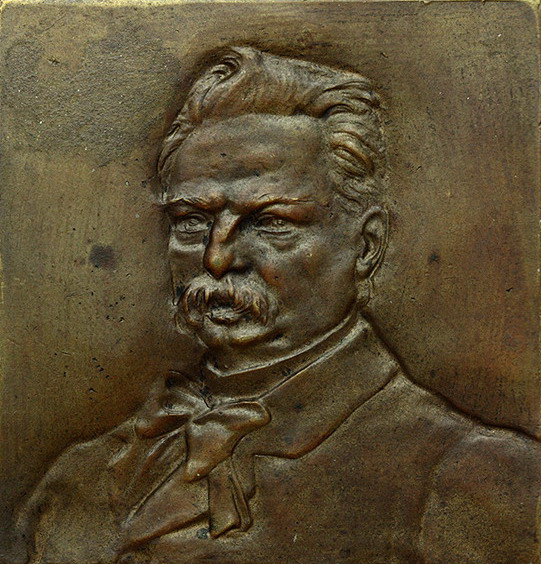
Acad. Guido Baccelli.

Guido Baccelli (n. 1830; d. 1916) a fost un medic și om politic italian, membru de onoare al Academiei Române. 
[[Categorie:

]]